# Desert Operations
Desert Operations é um Browser-Game de estratégia militar online desenvolvido pela Playzo GmbH, uma empresa Alemã no segmento de jogos de navegador. No Brasil seu primeiro servidor foi lançado em 9 de Abril de 2010 e é mantido pela Looki Br. A história do jogo se passa em 2022,quando se inicia a 3ª Guerra Mundial.

## Objetivo
O objetivo de Desert Operations é administrar um país em todos os seus segmentos,desde a economia até a defesa. O jogador conta com a possibilidade de montar seu exército para defender seus país de outros jogadores. O arsenal vai desde de simples soldados até modernos aviões como o F-117 Nighthawk. Pode-se também fazer comércio com outros usuários, inúmeros recursos podem ser vendidos, como ouro, petróleo e armas.

## Alianças
O jogador pode se unir a outros por meio de alianças ("ally", como é dito na linguagem do jogo), estas alianças podem servir para vários motivos dentro do game, desde apenas para obter proteção até para somente fazer amizades. Entrar para uma aliança é muito importante pois garante uma certa proteção dentro do jogo. As alianças são de grande importância também para os novatos que podem por meio das mesmas terem ajuda. Existe também um sistema de guerras entre alianças, que duram no máximo trinta dias, vence a aliança que tiver mais combates ganhos no fim da guerra. As alianças também podem se unir em tratado de Aliança e Pactos de não-agressão

## Escândalo
Diversas acusações surgiram de jogadores que se sentiram injustiçados pela empresa administradora do jogo, a Looki. Vieram à tona possíveis irregularidades envolvendo prováveis edições de contas, com o intuito de dificultar o jogo e estimular a compra de diamantes (recurso do jogo, pago com dinheiro real). Pesava também a denúncia de atuação supostamente ilícita da Looki no Brasil. Dois blogs foram criados por jogadores que teriam sido lesados, o "Blog do Caminhante" (http://caminhante-do.blogspot.com) e também no "Desert-Operations - Jogo Justo Não Existe!!! "(http://blogdelatordesertoperations.blogspot.com/). Apesar disso, não houve qualquer prova contra a Looki.